# Michihiko Suwa
Michihiko Suwa é um produtor de animes nascido em 1959 no Japão. Começou a trabalhar para televisão em 1983, onde logo começou a trabalhar com animação. Iniciou sua carreira nessa área com Robotan, em 1986; e City Hunter, em 1987 (também produziu o filme City Hunter: Shinuku Private Eyes, lançado em 2019). Desde então, foi produtor de muitos títulos, como YAWARA!, The Kindaichi Case Files, InuYasha, Kekkaishi, Guerreiras Mágicas de Rayearth e Black Jack. Entretanto, o maior destaque de sua carreira foi trabalhar na série Detetive Conan, no ar desde 1996. Além do anime seriado, também produziu mais de 20 filmes da franquia. Ele chegou até a ser transformado em personagem nessa série.
Recebeu diferentes prêmios, como o 32º Prêmio Fujimoto por excelência em produção de filmes japoneses em 2013. Ele também é membro da Nihon Academy, uma associação de prêmios de filmes japoneses.
Em 2022, foi supervisor do filme animado Kamiarizuki no Kodomo, lançado na Netflix.
Já participou de diferentes eventos pelo mundo,  tendo inclusive vindo ao Brasil no Anime Summit Chibi, em Brasília, em 2023.